# Харарих
Хара́рих (нем. Chararich; умер около 509) — один из королей салических франков в конце V века.

## Биография
Харарих — двоюродный брат Хлодвига I. Они оба являлись одними из многочисленных франкских королей, которые после падения Римской империи обзавелись собственными владениями в Галлии. Хотя в исторических источниках точная информация отсутствует, предположительно Харарих правил в Аррасе или Булони.
Во время борьбы Хлодвига I против правителя Суассонской области Сиагрия (486—487) Харарих, в отличие от Рагнахара, отказался помочь Хлодвигу и соблюдал нейтралитет. Впоследствии Хлодвиг с помощью уловки взял Харариха в плен и приказал остричь ему и его сыну волосы. Длинные волосы у франков являлись атрибутом власти: этот акт лишал Харариха королевского достоинства. Харарих стал священником, его сын был посвящён в дьяконы, таким образом, они оба на этот момент уже были христианами. Позднее отец и сын планировали вновь отрастить волосы и отомстить Хлодвигу, но тот повелел их убить и присвоил себе их владения. Хронология событий не подтверждена источниками: их относят к периоду вскоре после победы над Сиагрием и до конца правления Хлодвига I.